# クラウン・ハイツ-ユーティカ・アベニュー駅
クラウン・ハイツ-ユーティカ・アベニュー駅 (クラウン・ハイツ-ユーティカ・アベニューえき、英語: Crown Heights–Utica Avenue) はニューヨーク市地下鉄IRTイースタン・パークウェイ線の駅である。ブルックリン区クラウン・ハイツのイースタン・パークウェイとユーティカ・アベニューの交差点に位置し、2系統がラッシュ時混雑方向のみ、3系統が深夜を除く終日、4系統が終日、5系統がラッシュ時のみ停車する。

## 駅構造
| G  | 地上階                                     | 出入口 |
| B1 | 改札階                                     | 改札口、駅員詰所、メトロカード自動券売機 (ユーティカ・アベニューとイースタン・パークウェイ交差点北西角にエレベーター) |
| B2 | 南行急行線                                 | → 深夜帯以外：当駅止まり → → ラッシュ時のみ：当駅止まり → → ラッシュ時一部列車：ニューロッツ・アベニュー駅行き (サッター・アベニュー-ラトランド・ロード駅) → |
| B2 | 島式ホーム、到着番線に応じた側のドアが開く | |
| B2 | 南行緩行線                                 | → 朝ラッシュ時：ニューロッツ・アベニュー駅行き (サッター・アベニュー-ラトランド・ロード駅) → → ニューロッツ・アベニュー駅行き (サッター・アベニュー-ラトランド・ロード駅) → → 深夜帯：ニューロッツ・アベニュー駅行き (サッター・アベニュー-ラトランド・ロード駅) →                      |
| B3 | 北行急行線                                 | ← 深夜帯以外：ウッドローン駅行き (フランクリン・アベニュー駅) ← 朝ラッシュ時：イーストチェスター-ダイアー・アベニュー駅行き・ネレイド・アベニュー駅行き (フランクリン・アベニュー駅) |
| B3 | 島式ホーム、到着番線に応じた側のドアが開く | |
| B3 | 北行緩行線                                 | ← 夕ラッシュ時：ウェイクフィールド-241丁目駅行き (キングストン・アベニュー駅) ← ハーレム-148丁目駅行き (キングストン・アベニュー駅) ← 深夜帯：ウッドローン駅行き (キングストン・アベニュー駅) ← 早朝の1列車：イーストチェスター-ダイアー・アベニュー駅行き (キングストン・アベニュー駅) |

駅は1920年8月23日のIRTイースタン・パークウェイ線アトランティック・アベニュー-バークレイズ・センター駅 - 当駅間の延伸開業と共に開業した。駅は2層からなっており、それぞれの階層に島式ホーム1面と緩行線1線・急行線1線を配置した2面4線の地下駅で上層階は南行列車、下層階は北行列車が使用している。当駅はイースタン・パークウェイ線最東端の駅であると同時にニューヨーク市地下鉄内において最東端の4線の地下駅である。駅の東側で緩行線は南に曲がりつつ地上へ上がりIRTニューロッツ線となりサッター・アベニュー-ラトランド・ロード駅に入る。急行線はラルフ・アベニューの下で車止めにより途切れている。また、下層階の線路が上層階の線路に接続している。

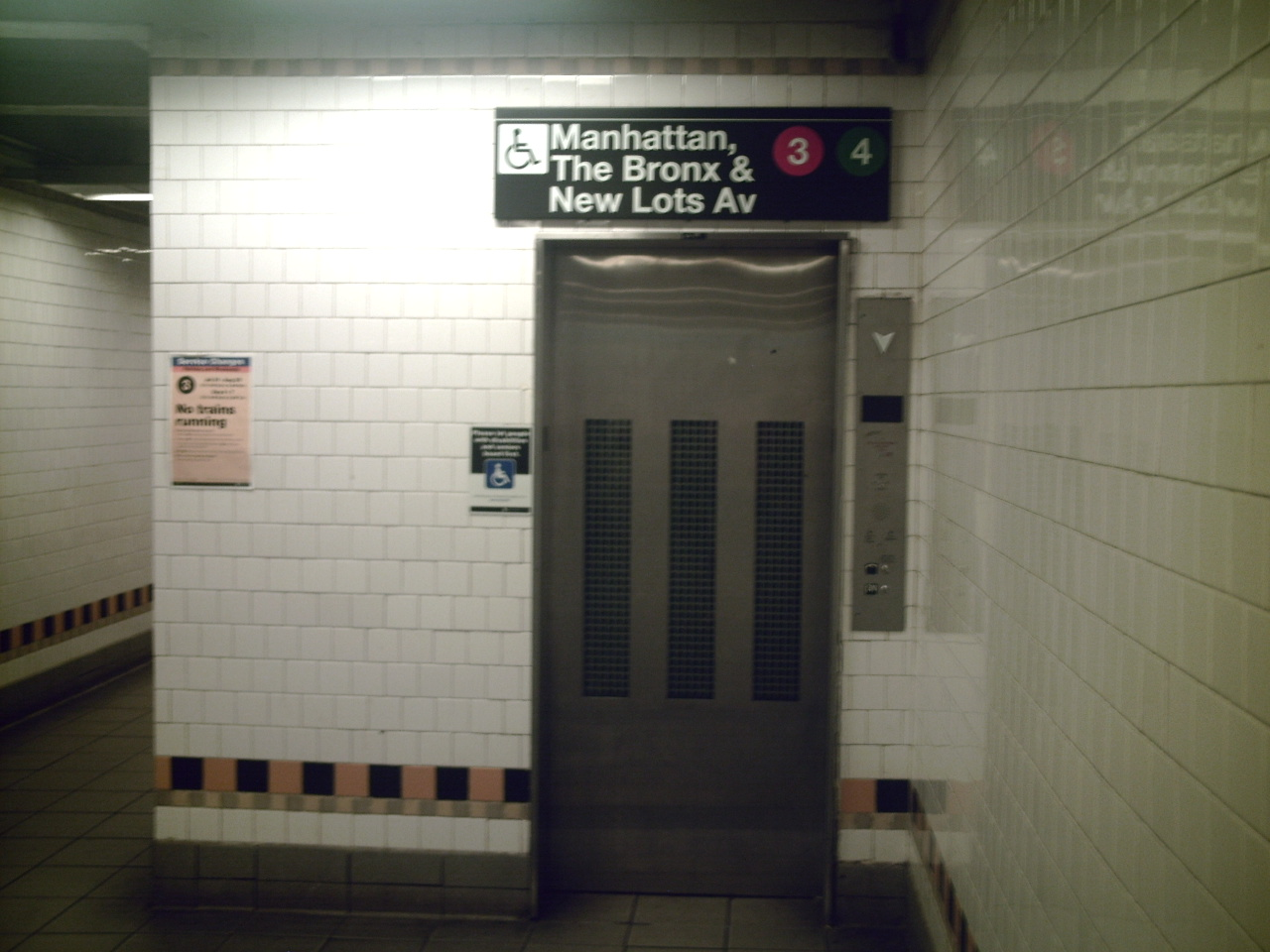
ホーム行きのエレベーター

1981年にMTAは、地下鉄内で最も老朽化した69駅の中に当駅を挙げた。
駅ホームには2004年にヒューゴ・コンスエグラが製作したアートワーク『Good Morning and Good Night』が設置されている。

### 出口
駅には改札口が東端と西端の2箇所にある。西端の改札口には平日のみ駅員がおり、南行ホーム西端から階段が接続している。改札口には回転式改札機ときっぷ売り場があり、回転式改札機が閉鎖されている時間帯は出場専用改札機が1つと回転式改札機3つが稼働している。改札口からはイースタン・パークウェイとスケネクタディ・アベニューの交差点西側中央に2つの階段が接続している。
終日開いている改札口は東端にあり、南北ホームから2つの階段とエレベーター1機が接続している。改札口には回転式改札機があり、イースタン・パークウェイとユーティカ・アベニューの交差点西側中央に2つ階段が接続している。